# Delias dorimene
Delias dorimene är en fjärilsart som först beskrevs av Pieter Cramer 1782.  Delias dorimene ingår i släktet Delias och familjen vitfjärilar. Inga underarter finns listade i Catalogue of Life.

## Bildgalleri

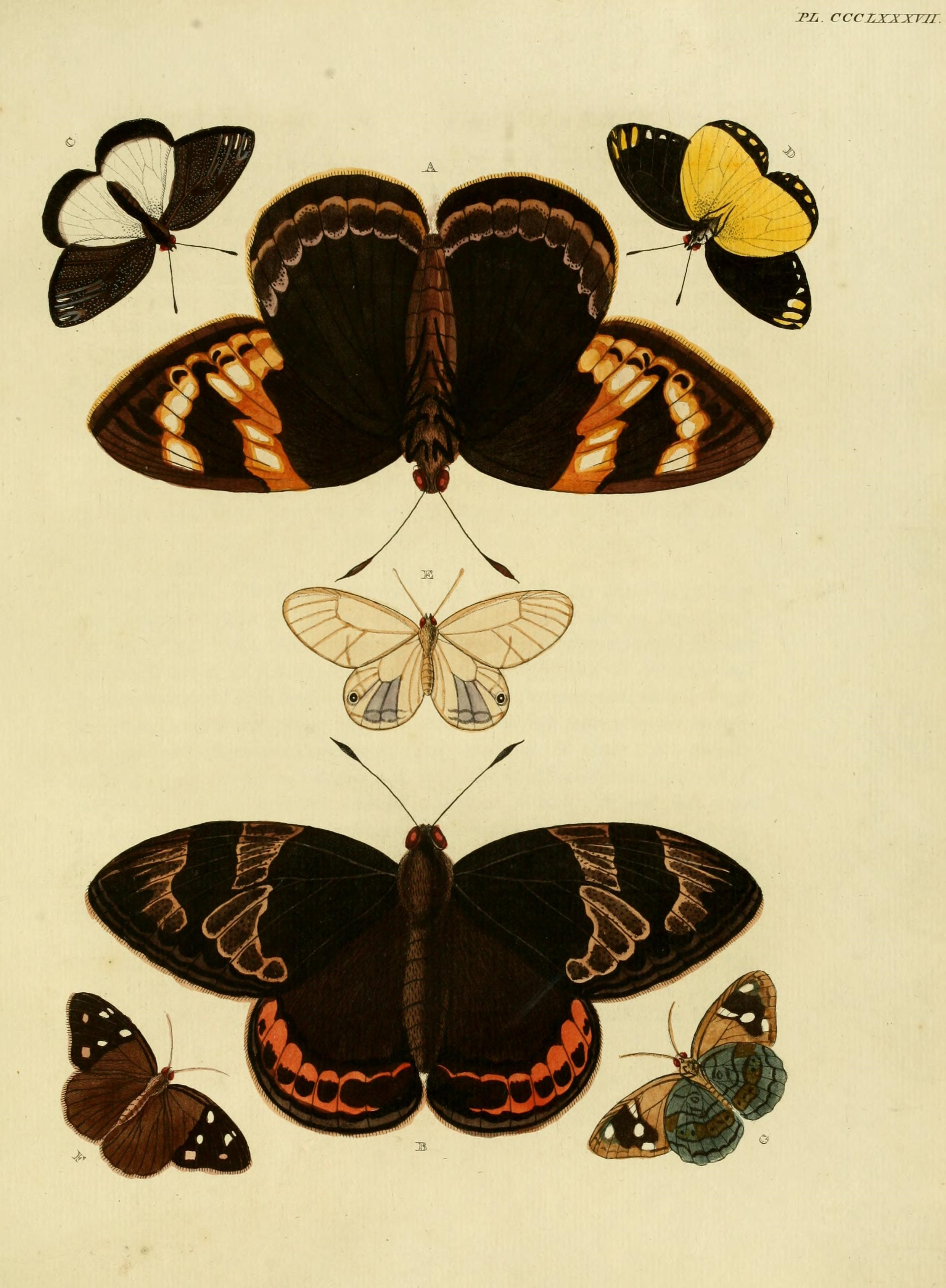